# Hordelopen
Het hordelopen is een discipline binnen de atletiek, waarbij gelopen moet worden op een baan waarop op regelmatige afstanden hindernissen zijn geplaatst, de zogenaamde horden.
Vrouwen lopen standaard over 100 en de 400 meter, mannen over 110 en 400 meter. Bij al deze afstanden zijn 10 horden op de baan geplaatst. Bij indoorwedstrijden wordt een 60 meter hordeloop gelopen.
De 110 meter hordeloop maakt bovendien onderdeel uit van de tienkamp die gewoonlijk door mannen wordt beoefend, de 100  meter hordeloop is ook een onderdeel van de zevenkamp, deze discipline wordt alleen door vrouwen beoefend.

## Geschiedenis
De hordeloop over naar verhouding korte afstanden werd pas voor het eerst in de moderne tijd beoefend. Evenals in de paardensport, waar men hindernissen bestaande uit hekken gebruikt, kent men in de atletiek de horden.
Het hordelopen ontstond, net als veel moderne atletiekonderdelen, in de negentiende eeuw in Engeland. De eerste hordeloop werd, voor zover bekend, gehouden in 1837 op het Eton College in Oxford, over 100 yards. De hindernissen weken nogal af van de huidige horden. Het bovenste deel bestond uit takken en riet, zodat bij aanraking van de hordes blessures niet konden uitblijven. Vanaf 1845 behoort het hordelopen tot het sportprogramma van de Engelse universiteiten. Sedert 1864 wordt het hordelopen in wedstrijdverband beoefend, waarbij de hoogte van de horden 3,5 voet (106,7 cm) was, deze hoogte geldt ook nu nog bij de 110 meter hordeloop bij mannen. Bij deze discipline is de aanloop naar de eerste horde 13,72 meter, de afstand tussen de horden 9,14 meter, de uitloop naar de finish bedraagt 14,02 meter. De ongewone maten komen voort uit het Engelse meetsysteem.
Voor vrouwen stamt het hordelopen uit de jaren twintig. Officieel werd in 1932 een afstand van 80 meter vastgesteld, met een tussenafstand van acht meter en een hordehoogte van 76,2 centimeter. Na de Olympische Spelen van 1968 in Mexico-Stad besloot de internationale atletiekfederatie IAAF wijzigingen aan te brengen, omdat 'een nieuwe afstand en maatvoering beter overeenkomt met de prestatieontwikkeling van de vrouwen'. Sinds 1969 lopen de vrouwen 100 meter, met een hordehoogte van 84,0 cm. De aanloop bedraagt 13 meter, de tussenafstand is 8,50 meter en de uitloop 10,50 meter.

## Accommodatie en regels
De horde bestaat uit een constructie van metalen buizen met een in hoogte verstelbaar U-vormig bovenstuk met een in zwart en wit geverfde houten bovenlat. Ze zijn maximaal 1,2 m breed en zo gebouwd, dat ze bij een kracht groter dan 3,6 kilogram omkantelen.
Onderstaande tabel geeft hordehoogte, de aanloop tot de eerste horde en afstand tussen de horden voor de senioren (20-35 jaar). Bij de jeugd en de masters kunnen zowel de hoogte als de tussenafstanden anders zijn. Indoor is de te lopen afstand korter, maar de andere specificaties veranderen niet.
| Onderdeel     | Hoogte   | Aanloop | Tussenafstand |
| ------------- | -------- | ------- | ------------- |
| 100 m vrouwen | 84,0 cm  | 13,00 m | 8,50 m        |
| 110 m mannen  | 106,7 cm | 13,72 m | 9,14 m        |
| 400 m vrouwen | 76,2 cm  | 45,00 m | 35,00 m       |
| 400 m mannen  | 91,4 cm  | 45,00 m | 35,00 m       |

Wanneer een atleet de horde overschrijdt, mag zijn/haar voet niet naast de horde bewegen. De atleet mag alle horden omwerpen (alleen niet met de handen). Dat is niet in strijd met de reglementen. Het kost echter wel tijd en het brengt de deelnemer meestal uit zijn ritme. De loper die een horde overslaat, zijn baan verlaat of met een been langs de horde gaat in plaats van eroverheen, wordt gediskwalificeerd.

## Techniek
Naast kwaliteiten als sprinter vraagt het hordelopen een uitgebalanceerd pasritme alsmede een goede hordetechniek. De passen over de horde moeten harmonisch in het loopritme ingepast worden om daardoor de pure sprint zo dicht mogelijk te kunnen benaderen. Iedere loper zal voor zich de doelmatigste individueel verschillende lengte van de pas en het aantal passen naar de eerste horde alsmede tussen de andere horden moeten vinden. Dribbelen tussen de horden en het verlengen van de pas om het ritme terug te vinden kost tijd.
Een hordeloop kan in drie verschillende fasen verdeeld worden: de start en aanloop naar de eerste horde, en het lopen tussen de horden en de eindsprint. De techniek wordt uiteraard aangepast aan de hoogte van de horden. Vanuit de gebogen starthouding richt de hordeloper zich sneller op dan de sprinter. Om na de relatief korte aanloop naar de eerste horde deze zeker en met maximale snelheid te kunnen nemen, zet hij ongeveer twee meter van de hindernis af voor de vlakke hordepas. Hij komt dan met het zwaaibeen niet in moeilijkheden. Boven het vrijwel volledig gestrekte zwaaibeen klapt het bovenlichaam bijna dubbel. Onmiddellijk nadat het zwaaibeen de horde gepasseerd heeft, wordt het ten behoeve van de landing krachtig naar beneden gedrukt. Gelijktijdig wordt het bovenlichaam weer opgericht en het sprongbeen zijdelings gehoekt bijgetrokken, waarna de sprint wordt voortgezet. De armen, die in het loopritme meezwaaien, zorgen voor het evenwicht.
Een krachten verslindend, zeer zwaar nummer is de 400 meter hordeloop. Dat komt vooral omdat het rationele loopritme op deze lange afstand tien maal onderbroken wordt, wat nogal wat energie kost. De hordepas is niet zo kort en de buiging van het bovenlichaam niet zo diep als het 110 m of 100 m hordelopen. Daarvoor in de plaats komt echter net zoals bij de 400 meter sprint, uithoudingsvermogen en bochtentechniek. Lopers met lange benen zijn in het voordeel op de hordenummers. Kleinere lopers compenseren het gemis van lange benen vaak door een grotere beweeglijkheid van het heupgewricht.